# Muhammad Nur
Muhammad Hasawi Nur (arab. محمد نور; ur. 26 lutego 1978 r. w Mekce) – saudyjski piłkarz występujący na pozycji pomocnika w An-Nassr.